# Pelecopsis crassipes
Pelecopsis crassipes là một loài nhện trong họ Linyphiidae.
Loài này thuộc chi Pelecopsis. Pelecopsis crassipes được Andrei V. Tanasevitch miêu tả năm 1987.